# Социальная политика Азербайджана
Система социального обеспечения в Азербайджане состоит из программ, направленных на сокращение экономических проблем населения путем содействия развитию эффективного рынка труда. Система социального страхования включает в себя пенсии, пособия по безработице, медицинское страхование и другие социальные пособия.

## Общие сведения

### 2023
Минимальная ежемесячная заработная плата с 1 января 2023 года составляет 345 манат. 
Минимальный прожиточный минимум на 2023 год составил 246 манат, для трудоспособного населения — 261 манат, для пенсионеров — 199 манат, для детей — 220 манат.
Средняя заработная плата составила 414 манат.
С 1 января 2023 года минимальная трудовая пенсия установлена в размере 280 манат.
В 2023 году общее количество трудовых договоров составило 1 млн 809 000. Из них в государственном секторе — 908 000, частном секторе — 900 000.
Произошло 465 несчастных случаев на производстве. 78 человек погибло, 431 получили увечья.
Министерством труда и социальной защиты наложено 1 776 административных штрафов на 3 млн 820 000 манат.
425 000 чел. получали ежемесячное пособие, 66 000 чел. — единовременное пособие. 211 тыс. чел. получали пособие за счёт обязательного государственного социального страхования. 378 000 чел. получали президентскую стипендию. Всего выплачено 999 млн манат пособий, 647 млн манат стипендий.

### 2024
Минимальный прожиточный минимум на 2024 год составил 270 манат, для трудоспособного населения — 287 манат, для пенсионеров — 222 манат, для детей — 235 манат.
С целью цифровизации социальных услуг 9 августа 2018 года создано Агентство устойчивого и оперативного социального обеспечения (DOST). Агентство оказывает 160 социальных услуг по 15 направлениям.

### 2025
На апрель 2025 года в Азербайджане около 9 000 предприятий заключили коллективные договора.

## Адресная социальная помощь
Выплачивается малообеспеченным семьям, среднемесячный доход которых ниже критерия нуждаемости на каждого члена семьи.

### 2023
Критерий нуждаемости на 2023 год установлен в размере 246 манат. 
На 2023 год размер адресной социальной помощи установлен в 535 манат на семью.
В 2023 году 267 000 человек получали адресную социальную помощь. Средняя сумма помощи на семью составила 467 манат. Всего выплачено 423 млн манат адерсной социальной помощи.

### 2024
На 2024 год порог критерия нуждаемости составил 270 манат.

## Социальная защита от безработицы
30 июня 2017 года принят закон о страховании от безработицы. Выплачивается страховая выплата по безработице. 
Действует Фонд страхования от безработицы. В 2023 году фондом получено 259 млн манат дохода. Расходы составили 208 млн манат. За 2023 год 8 400 человек получили выплаты по безработице.
В 2024 году пособие выплачено 9,8 тыс. чел. на сумму 13,9 млн манат.

## Социальная защита инвалидов и лиц с ограниченными возможностями
30 декабря 2015 года постановлением Кабинета министров Азербайджана было утверждено положение о критериях определения инвалидности и состояния здоровья.
9 января 2013 года Президент Азербайджана подписал приказ «О дополнительных мерах по предоставлению социальных услуг детям-инвалидам и лицам, находящимся в опасной социальной ситуации, которые не достигли подросткового возраста». 
В 2013 году Министерство труда и социальной защиты населения утвердило 17 приоритетных проектов. В ходе реализации проектов в 2013 году 800 детей в возрасте до 18 лет получали социальные, психологические, юридические и реинтеграционные услуги.
14 сентября 2015 года указом Президента «Об улучшении системы оценки ограничений инвалидности и возможностей в области здравоохранения» в централизованной информационной системе Министерства труда и социальной защиты населения была создана медицинская социальная экспертиза и реабилитационная подсистема (TSERAS).
31 мая 2018 года принят закон «О правах лиц с инвалидностью».
При Агентстве устойчивого и оперативного социального обеспечения Азербайджана действует центр творчества и инклюзивного развития. Центр создан 5 октября 2021 года с целью развития навыков и творческого потенциала лиц с ограниченными возможностями по здоровью, инвалидностью, их детей, детей, потерявших родителей и лишённых родительской опеки, талантливых лиц из числа малообеспеченных семей.
В 2021 году Азербайджан присоединился к Международной федерации Абилимпикс.
28 января 2009 года Азербайджан присоединился к Конвенции ООН о правах инвалидов и подписал факультативный протокол к конвенции.
В июне 2024 года Агентством социальных услуг Министерства труда и социальной защиты Азербайджана в 15 районах Азербайджана открыты центры социальной реабилитации для помощи лицам до 18 лет с инвалидностью.

### 2023
50 700 человек присвоена инвалидность. Из них 25 200 чел. — первичная, 25 500 чел. — повторная.
2 159 чел. оказана единовременная материальная помощь. 2 510 чел. направлены на санаторно-курортное лечение.
87 700 чел. оказаны реабилитационные услуги. 10 500 чел. выделено 91 400 средств реабилитации.

### 2024
За январь — ноябрь 2024 года инвалидность присвоена более 40 000 чел. 50 % из них — первичная, 50 % — повторная.

### В области образования
5 июня 2001 года принят закон об образовании лиц с ограниченными возможностями. Обучение осуществляется в специальных организациях образования, а также в общеобразовательных учреждениях при наличии специальных условий. Предусмотрено обучение на дому, интегрированное обучение в специальных классах общеобразовательных школ, инклюзивное образование.
В феврале 2024 года утверждены государственные стандарты специального образования для лиц с ограниченными возможностями здоровья.

## Социальная защита участников Карабахской войны
8 декабря 2020 года создан государственный фонд «YAŞAT» с целью поддержки участников войны и их семей. Фондом осуществляется улучшение бытовых условий, помощь в образовании, профессиональной подготовке, развитии творческого потенциала, помощь в расходах на лечение. На декабрь 2023 года фондом затрачено средств на сумму 79 млн 484 тыс. манат. Была оказана помощь  14 785 лицам. Оказывается помощь семьям шехидов и пропавших без вести, инвалидам.
На февраль 2024 года фонд в рамках проекта «Они на нашем попечении» оказал помощь 117 детям шехидов.

### Помощь участникам 44-дневной войны
После 44-дневной войны начат проект помощи участникам войны и семьям погибших.
105 000 лиц, в том числе ветеранам войны и членам семей погибших назначено 118 тысяч ежемесячных социальных выплат. 22,8 тыс. лиц назначена единовременная выплата.
Действует жилищная программа для лиц с инвалидностью и семей погибших. На апрель 2025 года им предоставлено 6 800 квартир и частных домов. Инвалидам войны предоставлено 567 автомобилей.
11 000 лиц, в том числе участникам войны и членам семей погибших оказано 77 тысяч услуг социально-психологической поддержки и реабилитации.
2 123 инвалидов обеспечены 54,4 тыс. реабилитационных средств. 492 чел. обеспечены 609 высокотехнологичными протезами.
26,2 тыс. участников войны и членов семей погибших обеспечены рабочими местами. 12,4 тыс. чел. привлечены к программе самозанятости. 1 070 человек прошли профессиональную переподготовку.
Всего на апрель 2025 года меры поддержки охватили 131 000 чел. Им оказано 380 тысяч услуг.

## Социальная защита детей
На февраль 2024 года в Азербайджане насчитывается 36 школ-интернатов и 7 специальных школ-интернатов.
Положение о детских домах Азербайджана принято 30 июля 2020 года. В детских домах размещаются дети, потерявшие родителей либо лишённые родительской опеки, в возрасте от 3 до 18 лет. Государственные детские дома создаются исполнительной властью (мэрией) соответствующего города (района) и Министерством труда и социальной защиты. Детские дома являются юридическими лицами. Детям, размещённым в детских домах, не назначается опекун либо попечитель. Эти обязанности исполняет детский дом.
Поддержку детских домов в Азербайджане осуществляет Фонд Гейдара Алиева. Были отремонтированы и оснащены новым оборудованием более 30 детских домов. В большинстве детских домов и школ-интернатов установлена компьютерная техника. Проводятся массовые мероприятия, фестивали среди детей.
Минимальная сумма алиментов составляла в 2023 году — 220 манат, в 2024 году — 235 манат. В 2025 году минимальная сумма алиментов составит 246 манат. Минимальная сумма алиментов равна минимальному прожиточному минимуму для детей.
Действует Союз детей Азербайджана.

### 2023
1 437 детей без родительской опеки взяты на учёт учреждениями социальных услуг (854 девочки, 583 мальчика). Из них 1 076 здоровых, 248 с инвалидностью, 113 — с проблемами со здоровьем.
141 ребёнок усыновлён (70 мальчиков, 71 девочка). Всего поступило 353 заявления на усыновление/удочерение. По 91 заявлению отказано.
197 детей возвратились в свои семьи из учреждений в порядке реинтеграции.
1 131 детей находятся на очном мониторинге, 14 — на дистанционном.
269 детей размещены в социальные учреждения.

## Пенсионное обеспечение
Пенсии в Азербайджане назначаются:
- по возрасту
- по инвалидности
- по потере главы семьи

Пенсия по возрасту состоит из накопительной и страховой части.
Условия назначения пенсии по возрасту:
- мужчины — по достижении 65 лет
- женщины — по достижении 62.5 лет[38][39]

При этом, пенсия по возрасту назначается при наличии на индивидуальном счёте суммы не менее минимальной трудовой пенсии независимо от трудового стажа, достаточной для проживания. При недостаточности суммы для проживания минимальный стаж отчислений страховой части пенсии должен составлять 25 лет.
При продолжении работы после выхода на пенсию каждые 6 лет к размеру пенсии прибавляется сумма, равная результату деления на 72 отчислений по социальному страхованию.
Постоянно проживающие на территории АР иностранные граждане и лица без гражданства имеют право на пенсию наравне с гражданами Азербайджана.
В начале XXI века в Азербайджане была введена карточная система в осуществлении пенсионных выплат. В 2004—2006 годах в городах и районных центрах был осуществлен проект по организации системы выплаты населению пенсий и пособий пластиковыми картами посредством банкоматов. На 2011 г. 80 % пенсионеров получают пенсию посредством банкоматов.
С ноября 2013 года в систему пенсионного обеспечения внедрены индивидуальные страховые счёты.
При осуществлении трудовой деятельности гражданами Азербайджана за рубежом, в случае, если у Азербайджана и соответствующих государств есть соглашение, данный трудовой стаж зачитывается при назначении пенсии. Пенсия, в этом случае, назначается и выплачивается из Азербайджана.
При осуществлении трудовой деятельности граждан иных государств на территории Азербайджана, в случае наличия двусторонних соглашений, данный стаж зачитывается им при назначении пенсии в государстве, гражданами которого они являются.
На 2023 год количество пенсионеров составило 1,1 млн человек. Из них 706 000 чел. — по возрасту, 259 000 чел. — по инвалидности, 134 000 чел. — по потере кормильца.
Размер пенсии по возрасту в 2023 году составил 467 манат.

## История

### Период Азербайджанской ССР
До 1920 года пенсии назначались и выплачивались Кавказским окружным страховым товариществом. Кроме того, пособия по нетрудоспособности оплачивались владельцами производственных организаций. Декретом № 15 АзРевКома от 18 мая 1920 года продолжена выплата пенсий, пособий по нетрудоспособности.
Декретом АзРевКома № 35 от 9 июня 1920 года введено обязательное социальное страхование на случай болезни. Страхованию подлежали все работники и служащие. Работодатель вносил 10 % от заработка работника в отдел социального обеспечения Народного Комиссариата труда. В случае болезни, отдел возмещал затраты на лечение.
19 июля 1920 года принят декрет о пособиях на случай безработицы. Предусмотрена выплата пособий по случаю закрытия предприятия, сокращения штата, увольнения по причине болезни. Для получения пособия требовалась регистрация на бирже труда.
22 сентября 1920 года учреждён Азербайджанский фонд социального обеспечения.

### После 1991 года
Азербайджан с 1992 года является членом Международной организации труда (МОТ) . Азербайджаном ратифицировано 57 конвенций МОТ, включая конвенции №29 «О принудительном труде», №111 «О дискриминации в сфере труда и занятости», №122 «О политике в сфере занятости», №88 «Об организации службы занятости», №159 «О профессиональной реабилитации и занятости инвалидов» и ряд других конвенций.
Особое значение имели государственные программы, в том числе программа государственной помощи малому и среднему предпринимательству на 1997-2000 годы, государственная программа по сокращению бедности и увеличению экономического развития на 2003-2006 годы, государственная программа социально-экономического развития регионов Азербайджана на 2004-2008 годы, государственная программа по реализации стратегии занятости Азербайджана на 2007-2010 годы.
При подготовке и совершенствовании законодательства страны в области труда и занятости были учтены требования, международно-правовые нормы, вытекающие из ратифицированных конвенций МОТ, Европейской социальной хартии, к которой присоединился Азербайджан, Европейского кодекса социального обеспечения, а также документов, подписанных в рамках сотрудничества в социальной сфере с подкомитетами Совета Европы.
Азербайджаном и Международной организацией труда принята для руководства и исполнения программа по обеспечению достойного труда на 2006 - 2009 годы, подписанная 15 ноября 2006 года в Женеве.
27 сентября 2006 года создано Управление Социального Обеспечения.
На 2020 год в стране насчитывалось 1 270 559 пенсионеров.
С 1 января 2017 года было введено понятие «минимальная пенсия», размер которой составил 110 манат. С 1 октября 2019 года размер минимальной пенсии составил 200 манат.
На 2022 год критерий нуждаемости составлял 200 манат. На 2021 год критерий нуждаемости составлял 170 манат.
Прожиточный минимум на 2022 год установлен в размере 210 манат.
С 1 января 2022 года минимальная трудовая пенсия составила 240 манат.

## Показатели
На 2009 год в систему социального обеспечения были вовлечены около 2,5 млн человек, или приблизительно 26 процентов населения страны.

### Заработная плата

#### 2024
За период январь — август 2024 года средняя месячная заработная плата в сфере информационно-коммуникационных технологий в государственном секторе составила 1483,6 манат, в частном секторе — 1836,8 манат.

### Пенсия
В 2007 году 15 % населения республики (1 млн 248 тыс. чел.) составляли пенсионеры. В 2012 году трудовую пенсию получали 1 млн. 277 596 человек. На 2012 год 39 % пенсионеров были представителями мужского пола, 61 % — женского. Большинство из них получали пенсии по возрасту, остальные — по инвалидности и из-за потери главы семьи..
В 2013 году средняя сумма пенсии в республике составила 163 манат. К 2014 году размер этой суммы был повышен на 20 процентов (183 манат).
К лету 2017 года, в стране насчитывалось 1 млн. 325 тыс. людей, получающих пенсии, 329 тысяч 275 человек из которых — это люди престарелого возраста. 
За период с 2006 по 2017 год средний размер пенсии в республике вырос в 6,4 раза. Пенсионные расходы увеличились в 5,9 раза.
На июнь 2023 года средний размер пенсии по возрасту составляет 465 манат.

#### Среднемесячная пенсия
| Год  | Сумма (манат) |
| ---- | ------------- |
| 1996 | 3,5           |
| 2000 | 13            |
| 2001 | 14,4          |
| 2002 | 14,7          |
| 2003 | 17,7          |
| 2004 | 23,8          |
| 2005 | 24,0          |
| 2006 | 28,5          |
| 2007 | 41,1          |
| 2008 | 62,9          |
| 2013 | 163           |
| 2014 | 183           |
| 2023 | 465           |

### Адресная социальная помощь
С весны 2006 года начато применение программы по адресной социальной защите, в рамках которой оказана материальная помощь около 50 тысяч семей. В 2007 году было выделено 68 миллионов манат. Также была повышена сумма материальной помощи малообеспеченным семьям.
В 2015 году объем адресной социальной помощи на каждого члена семьи увеличился на 27 % по сравнению с 2012 годом, и составил 145,8 манат. В конце 2015 года число семей, получающих адресную социальную помощь, сократилось на 21 000 или 15,7 % по сравнению с 2012 годом и составило 112 600.
На ноябрь 2023 года 75 тысяч семей получают адресную социальную помощь.

### Пособие по безработице
Согласно данным Государственного статистического комитета, в 2015 году количество безработных составило 5 % населения. Число людей, получающих пособие по безработице среди безработных, в последние годы составляет около 0,5 %.

### Пособие по инвалидности
На ноябрь 2023 года более 40 тысяч человек получают пособия по инвалидности.

### Пенсии относительно ВВП в Азербайджане
| Годы | ВВП на душу населения (манат) | Среднемесячная пенсия (манат) | Пенсии относительно ВВП (%) |
| 1996 | 282,1                         | 3,5                           | 1,2                         |
| 2000 | 595,1                         | 13                            | 2,2                         |
| 2001 | 665,2                         | 14,4                          | 2,2                         |
| 2002 | 752,9                         | 14,7                          | 2,0                         |
| 2003 | 880,8                         | 17,7                          | 2,0                         |
| 2004 | 1042,0                        | 23,8                          | 2,3                         |
| 2005 | 1513,9                        | 24,0                          | 1,6                         |
| 2006 | 2156,4                        | 28,5                          | 1,3                         |
| 2007 | 3700,0                        | 41,1                          | 1,1                         |
| 2008 | 4439,9                        | 62,9                          | 1,4                         |

### Динамика среднего уровня пенсий и средней заработной платы в Азербайджане.
| Годы | Среднемесячная пенсия (манат) | Средняя заработная плата (манат) | Соотношение среднемесячной пенсии к средней заработной плате (%) |
| 1996 | 3,5                           | 17,9                             | 19,6                                                             |
| 2000 | 13                            | 44,3                             | 29,3                                                             |
| 2001 | 14,4                          | 52,0                             | 27,7                                                             |
| 2002 | 14,7                          | 63,1                             | 23,3                                                             |
| 2003 | 17,7                          | 77,4                             | 22,9                                                             |
| 2004 | 23,8                          | 99,4                             | 23,9                                                             |
| 2005 | 24,0                          | 123,6                            | 19,4                                                             |
| 2006 | 28,5                          | 149,0                            | 19,1                                                             |
| 2007 | 41,1                          | 215,8                            | 19,0                                                             |
| 2008 | 62,9                          | 268                              | 23,5                                                             |